# Lo que sangra (La cúpula)
«Lo que sangra (La cúpula)» es una canción y sencillo del grupo musical de Argentina Soda Stereo, compuesta por su vocalista y guitarrista Gustavo Cerati. Fue lanzada como la tercera canción del álbum Doble vida, de 1988. Cuenta con la colaboración del músico Carlos Alomar en la guitarra principal

## Letra
Se cree que en la canción Cerati habla del mundo de la fama ("la cúpula") y la política, que conoce la escalera para llegar a ella ("la escalera en espiral hacia la cúpula") pero que lo que lo mueve dentro de ese mundo es el amor. También habla de las cosas del mundo de la fama ("los oscuros vidrios de una limousine"). La segunda hipótesis más difundida entre sus seguidores es que habla del primer amor y la virginidad: la "cúpula" se puede interpretar fácilmente como "copular", "Los rayos X no penetran (...)", "...Hay tanta calma a nuestro alrededor". Esta línea de pensamiento no se aleja de otras creaciones de Soda Stereo como por ejemplo, «Prófugos» relatando una historia de infidelidad; o «Entre caníbales», despertando uno de los tabúes prohibidos de la sexualidad.
Otra teoría circulaba en los días que se estrenó esta canción, allá por 1988. En el año anterior, el 2 de mayo de 1987, hubo un derrumbe en la disco "Highland Road", en la ciudad de San Nicolás de los Arroyos, provincia de Buenos Aires; mientras Soda Stereo tocaba «Persiana americana». Se dijo que Gustavo había descargado la bronca y tristeza por la tragedia en que fallecieron 5 chicos y hubo muchísimos heridos, en esa canción. La letra describe bien a la disco y el ambiente nicoleño de las discotecas de aquellos años. "Yo conozco ese lugar donde revientan las estrellas" aludiría a la idiosincrasia nicoleña. Todos salían vestidos como estrellas de Hollywood, para ir a bailar. En la disco había una escalera en espiral. "Los "oscuros vidrios de una limousine" era porque los vidrios de la disco eran espejados y oscuros como los de una limousine. "Hay tanto fraude a nuestro alrededor" por las transas (fraudes y arreglos deshonestos) económicos que había en los boliches. Por eso también dice que "es amor lo que sangra" por los chicos que murieron allí aplastados con el derrumbe, y habla de la "salida de emergencia que nos salvará" de forma irónica, porque no había salida de emergencia, el lugar era como un túnel y había que salir por donde se entraba. La disco no estaba debidamente acondicionada y por ello se dificultó la evacuación del lugar. "Cruje tu nombre en las paredes, si sé que esperas no podré dormir, te rescataré"..."los guardianes pierden el honor" haría referencia a que el personal de seguridad dejó entrar mucha más gente que la que debía estar acorde a la capacidad del edificio, esa noche dicen que hubo más de 2 500 personas cuando el boliche estaba habilitado para 1 500. Las salientes del piso superior necesitaban columnas. La información oficial dice que hubo 110 heridos y 5 muertos, aunque la información extraoficial cuenta que los heridos fueron muchos más, habrán tenido en cuenta a los más graves, el hospital zonal no daba abasto.

## Música
«Lo que sangra (la cúpula)» tiene un sonido claramente funk, con un groove muy marcado entre el riff rítmico de guitarra y el bajo en modo percusivo. Tanto Cerati como Bosio habían tocado en grupos de música disco y soul entre fines de los '70 y principios de los '80, experiencia que a la postre sería crucial para el sonido de Soda Stereo. 
La versión original empieza con un riff de guitarra eléctrica y con Congas, luego se agrega toda la instrumentación (batería, bajo y teclado). Luego del fin de la primera parte de la canción y su primer estribillo, se le une la guitarra eléctrica de Carlos Alomar, con una gran interpretación y con un solo final). En esta versión la voz de Cerati tiene un efecto parecido a un eco. La canción termina sólo con guitarra acústica y los timbales.
La versión remixada comienza como termina la original, luego suenan efectos de sonido hasta que comienza a sonar la batería; en esta parte el riff de guitarra eléctrica es reemplazado por sonidos electrónicos. Termina la canción igual que como que empezó.
La versión de El último concierto es bastante parecida a la original, junto a la compañía de Andrea Álvarez en la percusión; al último se extiende un poco al sonar únicamente la batería y los timbales, a los que se les agrega el teclado y la guitarra eléctrica. Cerati la presenta diciendo "con vuestro permiso".
En la Gira me verás volver 2007 la canción se hizo con Carlos Alomar (guitarra eléctrica) y Andrea Álvarez (percusión) como músicos invitados. Esta versión en vivo se extiende aún más que la de El último concierto y suena con estilo caribeño.
Curiosamente, en las versiones en vivo, Gustavo Cerati en vez de decir "hay tanta calma a nuestro alrededor" dice "nena, hay tanta cama a nuestro alrededor".
Zeta Bosio escribió su autobiografía con el título llamado igual que la primera línea de la canción, Yo conozco ese lugar.

## Versiones
Un año después del lanzamiento del álbum, aparece la versión remixada de la canción, como cuarta y última pista del álbum Languis, con el nombre de «Lo que sangra (la cúpula) (Versión remix)». Esta versión volvió a ser incluida en el álbum Zona de promesas, de 1993, como décima y última pista.
En vivo, esta canción fue publicada en el álbum El último concierto A de 1997, como 8º pista. En la Gira me verás volver 2007 también fue interpretada, pero no fue incluida en álbum alguno sino que se encuentra como extra del DVD #2 de la gira.

## Músicos
- Gustavo Cerati: Voz principal, coros y guitarra eléctrica.
- Zeta Bosio: Bajo y coros.
- Charly Alberti: Batería y bongos.

### Músicos invitados
- Carlos Alomar: Guitarra acústica y coros.
- Daniel Sais: Sintetizadores.
- Gonzalo Palacios: Saxofón.

## Para ver y escuchar
- «Lo que sangra (La cúpula)» - El último concierto (1997)